# Cheiracanthium leucophaeum
Cheiracanthium leucophaeum är en spindelart som beskrevs av Simon 1897. Cheiracanthium leucophaeum ingår i släktet Cheiracanthium och familjen sporrspindlar.
Artens utbredningsområde är Madagaskar. Inga underarter finns listade i Catalogue of Life.